# لويز جافان دوفي
كانت لويز جافان دوفي (17 يوليو 1884- 12 أكتوبر 1969) معلمة وهاوية للغة الإيرلندية ومن دعاة إحياء الغالية، وقد أنشأت أول جيلسكويل في إيرلندا. كانت أيضًا مؤيدة لحق المرأة في الاقتراع وقومية إيرلندية حاضرة في مكتب البريد العام، المقر الرئيسي خلال ثورة عيد الفصح عام 1916.
ولدت دوفي في نيس، فرنسا لعائلة أنجلية أسترالية إيرلندية. كان والدها ومن بعده إخوتها، شخصيات مهمة في المجالات السياسية والقانونية في أستراليا وإيرلندا. نشأت في فرنسا في منزل ينبض بالحياة والحيوية، إذ كانت دائمًا في حضرة شخصيات وأفكار سياسية. 
كانت واحدة من أوائل النساء اللاتي تخرجن من كلية دبلن الجامعية، وحصلت على بكالوريوس الآداب في عام 1911.
أدى اهتمامها بحق المرأة في التصويت وبالقومية الأيرلندية إلى علاقات وثيقة مع هذه الحركات ومع النساء اللاتي يمتلكن فكرًا مماثلًا. أصبحت عضوًا في اثنين من المنظمات الجمهورية شبه العسكرية في البلاد الخاصة بالنساء، مجلس المرأة ورابطة الحرية. أرسلت في مهمة الطهي للثوار خلال ثورة عيد الفصح الإيرلندية عام 1916.
مع تزايد اهتمامها وكفاءتها باللغة الإيرلندية، أنشأت في نهاية المطاف أول مدرسة ثانوية في الوسط الإيرلندي عام 1917.

## سيرة حياتها
ولدت لويز في فرنسا، وهي ابنة القومي الإيرلندي السير تشارلز جافان دوفي، أحد مؤسسي مجلة ذا نيشن، الذي كانت زوجته الثالثة، لويز (قبل الزواج هال) من شيشاير، إنجلترا. نتيجة لأنشطته كمواطن قومي، حوكم مرارًا وتكرارًا بتهمة الخيانة. انتخب في وستمنستر في عام 1852. انتقل إلى أستراليا محبطًا، حيث أصبح لاحقًا الرئيس الثامن للوزراء في فيكتوريا. تقاعد وغادر إلى فرنسا في عام 1880 حيث لاءمه الطقس الدافئ أكثر.
توفيت والدة لويز عندما كانت في الرابعة من عمرها، فنشأت في نيس بعد هذه الحادثة بين أخواتها الأستراليات غير الشقيقات من زواج والدها الثاني.
كان جورج جافان دافي شقيق لويز، وهو أحد الموقعين على المعاهدة الأنجلو إيرلندية في عام 1921، سياسيًا ومحاميًا وقاضيًا إيرلنديًا. كان أخوها غير الشقيق السير فرانك غافان دافي رابع رئيس للقضاة في المحكمة العليا في أستراليا، وبقي على رأس عمله منذ عام 1913 وحتى عام 1935. خدم أخ آخر لها كمبشر في مستعمرة بونديشيري الفرنسية.

### دراستها
كانت الزيارة الأولى لدافي إلى إيرلندا في عام 1903، عندما كان يبلغ عمرها 18 عامًا، في الوقت الذي توفي فيه والدها ودفن في مقبرة غلاسنيفين. كانت هذه هي المرة الأولى التي سمعت فيها لويز أناسًا يتكلمون الإيرلندية، ووجدت كتابًا للقواعد في إحدى المكتبات فانتابها الفضول تجاه اللغة مثلما ذكرت لاحقًا في كتاباتها. لم يكن والدها من المتحدثين بالإيرلندية، بالرغم من أن جدتها تحدثتها بطلاقة في أوائل القرن التاسع عشر. 
أمضت السنوات بين عامي 1903 و1907 بين فرنسا وإنجلترا. خضعت لدورات في كلية كوساك في لندن حتى تتمكن من التسجيل.
قررت مواصلة دراستها في دبلن، لكنها لم تتمكن من تحمل تكاليف الانتقال حتى حصلت على ميراث صغير من جدتها. ارتادت كلية دبلن الجامعية في عام 1907 عندما كانت تبلغ 23 سنة، ودرست الفنون. عاشت في دير الدومنيكيان التابع لكلية النساء. كانت تذهب بين الحين والآخر إلى غايلتاخت لتعلم اللغة الإيرلندية. تخرجت في عام 1911 بدرجة البكالوريوس في الآداب، وكانت واحدة من أوائل النساء اللاتي قمن بذلك.
نظرًا لعدم وجود معلمين، عملت كمدرسة في مدرسة سانت باتريك بيرس للبنات في رانيلاغ حتى مع عدم امتلاكها مؤهلات كافية.